# Словесные названия российского оружия/Ц
Словесные названия российского оружия
А
Б
В
Г
Д
Е
Ё
Ж
З
И
К
Л
М
Н
О
П
Р
С
Т
У
Ф
Х
Ц
Ч
Ш
Щ
Э
Ю
Я
- «Царь-бомба» — термоядерная авиационная бомба АН602 1961 года мощностью 58,6 мегатонн
- «Цвет» — аппаратура приёма (передачи) цветной и графической информации 76В157
- «Цезарь» — электронный замок АПДЗ (на КП)
- «Цезий» — приставка сопряжения оптического бомбардировочного прицела с РЛС
- «Цейхвахтер» — автоматизированный пост управления радиопеленгаторными сетями Р-700-Ц
- «Целик» — взводный комплект лазерных имитаторов стрельбы и поражения цели 9Ф838
- «Целина» — подвижный грунтовый ракетный комплекс 15П962 с МБР РТ-23
- «Целина» — система радио и радиотехнической разведки
- «Целина» — КА радиотехнической разведки 11Ф619
- «Целина» — подвижная ремонтно-техническая база (хранение спецбоеприпасов)
- «Целина» — комплект для проверки ЯГЧ ОТР 8К14
- «Целина» — опытный транспортёр переднего края НАМИ-049А
- «Центавр» — комплекс корабельных станций спутниковой связи Р-768
- «Центр» — полевой комплекс средств автоматизации КСБУ
- «Центр» — подвижный вычислительный комплекс 65с724
- «Центурион» — БПЛА
- «Цербер» — корабельное устройство цифровой записи П-424М
- «Цех» — комплекс аппаратуры уплотнения линий связи (П-306)
- «Цикада» — навигационная спутниковая система
- «Цикада» — навигационный КА 11Ф643
- «Циклоида» — радиостанция Р-680
- «Циклоида» — аппаратура радиорелейной связи 5Я61;62;63 в ЗРК С-75М, С-125, С-200
- «Циклон» — стабилизатор танкового вооружения СТП-2
- «Циклон» — ракета-носитель 11К67;68;69 (на базе МБР Р-36)
- «Циклон» — корабельный комплекс связи и навигации
- «Циклон» — самолёты разведчики погоды на базе Ан-8, Ан-12, Ан-26, Ту-16, Ил-18
- «Циклон» — навигационный спутник 11Ф617
- «Циклон» — корабельный тепловой имитатор
- «Циклоп» — миноискатель многоканальный переносный ММП
- «Циклоп» — оптико-электронный прицельный комплекс ОТП-20
- «Цилиндр» — осколочно-трассирующий снаряд
- «Циния» — специальный фотоаппарат
- «Циркон» — гиперзвуковой противокорабельный ракетный комплекс
- «Цитадель» — ретранслятор 17Р514 космического аппарата 17Ф15 «Глобус-1»
- «Цитран» — дуплексные абонентские радиостанции
- «Цифра» — переносной контрольно-слежечный КВ радиоприёмник Р-323
- «Цунами» — ракетный катер пр. 205 [Osa-I]
- «Цунами» — комплекс спутниковой радиосвязи для кораблей Р-790
- «Цунами-Б» — корабельная навигационная система (космическая)